# George Dennis
George Dennis (Ash Grove, 21 luglio 1814 – South Kensington, 15 novembre 1898) è stato un diplomatico, esploratore ed etruscologo britannico.
I suoi resoconti scritti e i suoi disegni degli antichi luoghi e monumenti della civiltà etrusca, uniti al suo compendio delle fonti antiche, sono tra i primi dell'era moderna e rimangono un indispensabile riferimento negli studi di etruscologia.

## Giovinezza
George Dennis lasciò la scuola all'età di 15 anni. Non andò mai al college, e tuttavia si interessò alle lingue, studiando greco antico e latino per conto proprio e diventando alla fine poliglotta in francese, spagnolo, portoghese, italiano, greco moderno, turco e un po' di arabo. Uomo dotato anche di grande forza fisica, intraprese spesso escursioni di 40 miglia negli altopiani della Scozia e del Galles. Decise infine di diventare un esploratore e lavorò principalmente da solo.

## Esploratore solitario
All'età di 22 anni, Dennis condusse le sue prime esplorazioni in Portogallo e in Spagna, scrivendo la sua prima opera, A Summer in Andalucia ("Un'estate in Andalusia") nel 1839.
Dennis viaggiò in Etruria arrangiandosi alla meglio tra il 1842, all'età di 28 anni, e il 1847, in compagnia dell'artista Samuel James Ainsley nel 1842 e 1843. L'Etruria del tempo era ritornata in uno stato semiselvaggio, rurale, spopolata, malarica e infestata dai banditi. C'erano poche strade. Dennis percorse a piedi la campagna vivendo all'aria aperta o in alloggi rurali infestati dagli insetti, studiando e registrando i monumenti che trovava e tutte le tradizioni che li riguardavano, ha visitato inoltre il Giardino di Vincenzo Campanari a Tuscania, dove erano esposti diciassette sarcofagi provenienti dalla Tomba dei Vipiana, scoperta nel 1839 durante gli scavi nella necropoli di Carcarello.
Il risultato dei suoi viaggi fu il suo trattato di 1 085 pagine Cities and cemeteries of Etruria (in italiano: Città e necropoli d'Etruria), pubblicato nel 1848 dal British Museum e comprendente gli schizzi di Dennis e Ainsley. Dennis cattura la civiltà etrusca e i paesaggi toscani con un'abile prosa e un dettaglio erudito. Nondimeno, l'opera rimase generalmente sconosciuta e non apprezzata dal pubblico britannico, in parte a causa della mancanza di credenziali accademiche da parte di Dennis, anche se questi fece rapidamente amicizia tra gli accademici che avevano letto la sua opera, come Austen Henry Layard.

## Ufficiale coloniale
Poiché il suo libro non ricevette il riconoscimento e la remunerazione che meritava, George usò i suoi contatti per ottenere un lavoro nel Servizio coloniale, che lo spedì nella Guiana Britannica. Là si sposò, ma condusse una vita tediosa. Dopo 14 anni, chiese al suo amico Austen Henry Layard di mediare con Lord John Russell (già Ministro degli esteri e Primo Ministro britannico) per tirarlo fuori dalla Guiana. La manovra ebbe successo e nel 1863, all'età di quasi 50 anni, Dennis andò come vice console in Sicilia, successivamente a Bengasi e Smirne in Turchia, accompagnato da sua moglie. Non ebbe figli.

## Riconoscimenti
Nel frattempo il suo magnum opus divenne ampiamente letto e apprezzato per il capolavoro che è. L'Università di Oxford gli conferì per esso un Dottorato onorario in diritto civile. Fu nominato Compagno dell'Ordine di San Michele e San Giorgio. La sua mancanza di un'istruzione formale fu però un marchio che gli precluse più alti onori. Dovette sopportare recensioni e commenti futili per il resto della sua vita.

## Fine
George Dennis morì in solitudine a Londra all'età di 84 anni, ufficialmente di "decadenza senile". Qualche tempo prima della sua morte erano state pubblicate la seconda e la terza edizione della sua opera.